# Pterocheilus arabicus
Pterocheilus arabicus är en stekelart som beskrevs av Giordani Soika 1970. Pterocheilus arabicus ingår i släktet palpgetingar, och familjen Eumenidae. Inga underarter finns listade i Catalogue of Life.